# Chisocheton lansiifolius
Chisocheton lansiifolius là một loài thực vật có hoa trong họ Meliaceae. Loài này được Mabb. mô tả khoa học đầu tiên năm 1979.

## Phân bố và môi trường
Chisocheton lansiifolius là một loài đặc hữu của Borneo. Môi trường sống của cây này là rừng mưa nhiệt đới, bao gồm rừng peatswamp, tại độ cao 1.050 mét (3.000 ft) so với mực nước biển.